# Crashday
Crashday ist ein im Februar 2006 von den Replay Studios entwickeltes und von Atari SA veröffentlichtes Computer-Rennspiel. Hier steht jedoch der Aspekt des Rennens im Hintergrund, denn in diesem Spiel geht es hauptsächlich darum, gegnerische Fahrzeuge zu zerstören. Zu diesem Zweck kann jedes Fahrzeug zwei Typen Feuerwaffen abfeuern.
Insgesamt stehen zwölf Fahrzeuge zur Auswahl, darunter ein Polizeiwagen, ein Opel Astra F GSi, ein Hummer H1 und ein Lamborghini, welche alle aus lizenzrechtlichen Gründen verändert und unter anderem Namen in das Spiel integriert wurden.
Crashday erinnert an das Spiel Have a N.I.C.E. day!, einige Ähnlichkeiten wie Waffen, Rampen und Loopings sind vorhanden. Weiter erinnert Crashday an eine Mischung aus Carmageddon und den Rennspielklassiker Stunts.

## Spielprinzip

### Allgemein
Crashday ist ein actionorientiertes Rennspiel, bei dem das saubere Fahren von Rennen im Hintergrund steht. Vielmehr geht es um die Zerstörung von Fahrzeugen. Zu diesem Zweck stehen den Fahrern verschiedene Waffen wie Gatling-Guns und Raketenwerfer zur Verfügung. Zweites zentrales Element ist das Tunen von Fahrzeugen. Der Spieler kann sein Fahrzeug in den Bereichen Optik, Leistung und Panzerung merklich aufrüsten. Die Rennen werden auf vielfältigen Strecken gefahren, es gibt neben Arenen verschiedener Größe auch Landstraßen, städtische Gebiete oder Hügellandschaften.
Das Head-up-Display zeigt einen Geschwindigkeitsmesser, eine Schadensanzeige, die sich mit zunehmendem Schaden am Fahrzeug des Spielers rot färbt, eine Karte, die das eigene Fahrzeug und gegnerische Fahrzeuge zeigt und eine Liste der am aktuellen Rennen teilnehmenden Fahrer mit ihrer Position oder ihren Punkten.
Dem Spieler steht ein Streckeneditor zur Verfügung, mit dem er neue Strecken entwerfen kann. Dazu steht ihm eine gewisse Anzahl an Bausteinen zur Verfügung, die er beliebig platzieren kann.

### Rennmodi

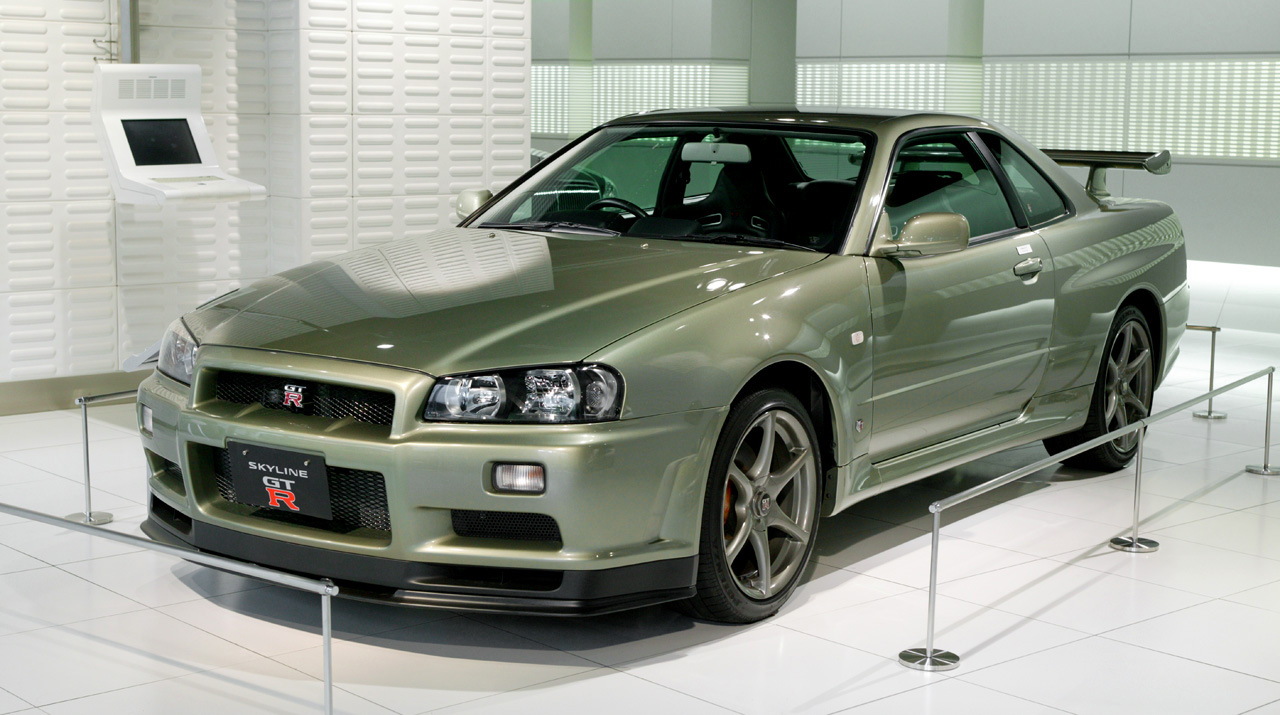
Der Nissan Skyline, Vorlage für eines der stärkeren Fahrzeuge im Spiel

Im Spiel gibt es insgesamt sieben Rennmodi:
Bei Wrecking-Matches  geht es um die Zerstörung gegnerischer Fahrzeuge. Waffen und Kollisionen richten in diesem Modus mehr Schaden an, als in den anderen Modi. Es gibt verschiedene Siegbedingungen, aus denen der Spieler wählen kann.
Bei Deathmatches geht es um das Erreichen einer bestimmten Zahl an zerstörten Gegnern. Dieser Modus ist auch mit Teams spielbar. Das Spiel mit Teams verläuft genauso wie das Spiel ohne, nur werden Punkte der einzelnen Teammitglieder addiert. Bei jedem Teamabschuss wird dem Team, in dem es zu dem Abschuss kam, ein Punkt abgezogen.
Bei Last Man Standing-Events werden die Fahrzeuge der Spieler nach der Zerstörung nicht wiederhergestellt. Sieger ist der Fahrer, dessen Fahrzeug am Ende als einziges noch fahrbereit ist.
Bei Stuntshows  werden Punkte durch Sprünge erzielt. Die Strecken sind mit Rampen, Loopings und Halfpipes gespickt, durch die spektakuläre Sprünge möglich werden. Es werden Punkte vergeben wie bei den Spielen der Tony-Hawk’s-Reihe. Wer nach Ablauf der Zeit die meisten Punkte hat bzw. die Zielpunktzahl als erster erreicht, hat gewonnen.
Bei normalen Rennen geht es darum, das Ziel als erster zu erreichen. Es gibt insgesamt drei Arten von Rennen. Rundkursrennen, Sprintrennen und Knock-Out-Rennen. Sprintevents und Rundkursevents unterscheiden sich nur durch die Art der Strecke; im Ersteren wird ein bestimmter Abschnitt gefahren, im Zweiten eine in sich geschlossene Strecke. Knock-Out-Rennen sind Rundkursrennen, bei denen in jeder Runde der letztplatzierte Fahrer ausscheidet. Wie bei Last-Man Standing-Events gewinnt der Fahrer, der am Ende als einziger übrig bleibt.
Im Modus Hold the Flag geht es darum, einen gelben Smiley (im Spiel Flagge genannt) durch eine bestimmte Anzahl von Kontrollpunkten zu fahren. Zu Beginn eines Hold the Flag-Events wird die Flagge irgendwo im Gelände versteckt. Der Fahrer, der als erstes die Flagge erreicht, nimmt sie auf und versucht, durch die Kontrollpunkte zu fahren. Für jeden passierten Kontrollpunkt erhält der Fahrer, der die Flagge hat, einen Punkt. Rammt ein anderer Fahrer den mit dem Smiley, erhält er die Flagge und kann damit Punkte erzielen. Es gewinnt der Spieler, der zuerst die vorgeschriebene Punktzahl erreicht.
Pass the Bomb-Events stellen eine Art der Hold-the Flag-Events dar. Allerdings gibt es statt des Smileys eine Bombe. Die Bombe wird zu Beginn des Events auf dem Dach eines Fahrzeugs platziert und kann über Rammen weitergegeben werden. Es gibt einen Timer, der langsam auf Null herunterzählt. Verbleibt keine Zeit mehr, explodiert die Bombe und zerstört das Fahrzeug, das sie beförderte. Das Ziel der Fahrer ist es, mithilfe der Bombe ein gegnerisches Fahrzeug zu zerstören, dafür gibt es drei Punkte. Das Fahrzeug, das zerstört wird, erhält keine Punkte, alle anderen erhalten einen Punkt. Ein Pass the Bomb-Event geht über mehrere Runden (maximal bis zu zehn). Wer am Ende der letzten Runde die meisten Punkte erzielt hat, gewinnt das Event.
Auch bei Bomb Run-Events wird mit Bomben gearbeitet, allerdings erhalten alle Fahrzeuge zu Beginn eine. Diese Events werden auf normalen Rundkursen ausgetragen, die mit einer Reihe von Kontrollpunkten versehen sind. Erreicht der Spieler eine üblicherweise sehr niedrig angesetzte Geschwindigkeitsschwelle, wird die Bombe aktiviert. Sie explodiert, sobald das Fahrzeug des Spielers die Geschwindigkeit unterschreitet. Die Geschwindigkeitsschwelle wird mit jedem passierten Kontrollpunkt erhöht. Sieger ist der Fahrer, der das Ziel als erster erreicht. Kommt kein Fahrzeug im Ziel an, gewinnt der Fahrer, der die meisten Kontrollpunkte passiert hat.
Bei Testfahrten kann der Spieler die Strecken in aller Ruhe abfahren. Es gibt in diesem Modus keine Ziele und keine Gegner.

### Einzelrennen
Hier kann man frei aus den sieben Rennmodi wählen und die Rennen mithilfe einiger Parameter wie Gegnerzahl, Art der erlaubten Waffen oder Einbau von Nitrotanks konfigurieren. Man kann alle Autos und alle sonstigen, im Karrieremodus freigespielten, Extras verwenden. Auch hat man in diesem Modus Zugriff auf selbst erstelle Strecken.

### Karriere-Modus
Die Karriere handelt von dem Aufbau und der Entwicklung der illegalen Crashday-Rennliga. Sie besteht aus insgesamt 26 Rennen und Missionen.
Die Karriere ist in fünf Teile gestaffelt. Sie beginnt mit einer Aufnahmeprüfung, einem Wrecking Match auf einem alten Fabrikgelände. Gewinnt der Spieler dies, wird er zur ersten Liga, der Amateur-Liga zugelassen. Sie besteht aus acht Rennen. Nachdem der Spieler diese acht Rennen gewonnen hat, erhält er die Zulassung zur nächsten Liga, die wieder aus acht Rennen aufgebaut ist. Gewinnt der Spieler auch diese Liga, wird er zur Profi-Liga zugelassen, die wie die beiden vorigen Ligen aufgebaut ist. Gewinnt der Spieler diese Liga, so wird er zu dem Finale zugelassen. Gewinnt der Spieler dieses, so hat er die Karriere gemeistert und erhält Zugang zum leistungsstärksten Fahrzeug im Spiel, dem einen Nissan Skyline nachempfundenen Incubator V12.
Der Spieler startet mit dem vergleichsweise schwachen Spectran TI. Für jedes gewonnene Event erhält er Geld und sogenannte Ruf-Punkte, mit denen neue Fahrzeuge und Tuningteile freigeschaltet werden. Alle Fahrzeuge, die im Rahmen der Karriere gekauft werden, stehen dem Spieler anschließend im freien Spiel zur Verfügung. Eine Ausnahme stellen dabei die Fahrzeuge Ironhorze und The Judge dar, die bereits von Anfang an bei Einzelrennen spielbar sind. Nachdem ein Event im Karrieremodus gewonnen wurde, kann es jederzeit wieder gespielt werden, allerdings geht das Preisgeld auf ein Viertel zurück und es gibt keine weiteren Ruf-Punkte mehr.

### Mehrspielermodus
Sämtliche bei Einzelrennen genannten Spielarten können auch über das Internet gegen andere Spieler gespielt werden, mit Ausnahme der Testfahrten. Mit der Demoversion kann man ebenfalls online spielen, aber nur auf wenigen Servern, da die Demoversion fast nicht mehr genutzt wird.
Am 25. August 2009 kündigte Atari an, dass Replay Studios Insolvenz anmelden musste. Daraufhin wurde der Master-Server endgültig geschlossen. Als Alternative wurde die Website Crashdaymaster.com von GamerZone erstellt, um Mehrspielerpartien wieder zu ermöglichen. Seit Ende 2009 wird von RichDutch ein neuer Master-Server zur Verfügung gestellt.

### Minispiele
Neben den herkömmlichen Einzelrennen gibt es drei sogenannte Minispiele. Diese existieren jeweils in zwei Varianten, von denen die zweite Variante stets schwieriger als die erste gestaltet ist und erst in der Karriere freigeschaltet werden muss. Die anderen drei Minispiele sind bereits von Anfang an freigeschaltet. Bei allen Minispielen wird dem Spieler ein Wagen gestellt, d. h. es besteht keine freie Fahrzeugwahl.
Beim Weitsprung geht es darum, mit seinem Auto möglichst weit über eine Sprungschanze zu springen. Dazu stehen einem Rampen und Hügel zur Verfügung. Je weiter das Auto beim Absprung fliegt, desto mehr Punkte gibt es.
Der Modus Fahrzeugbombe stellt eine Erweiterung des Weitsprung-Modus dar. Der Spieler erhält eine Bombe und einen Timer. Wenn der Timer abgelaufen ist, explodiert das Auto. Der Spieler muss die Rampe erreichen, bevor die Bombe detoniert. Auch hier gilt: Je weiter das Auto beim Absprung fliegt, desto mehr Punkte gibt es.
Bei der Checkpointjagd  geht es darum, innerhalb eines Zeitlimits möglichst viele Kontrollpunkte, die auf der Strecke verteilt sind, zu durchfahren.

## Fahrzeuge
Im Spiel stehen insgesamt zwölf Autos zur Auswahl, die jedoch aus lizenzrechtlichen Gründen umbenannt und verändert wurden. Die Freischaltung der Fahrzeuge für die verschiedenen Spielmodi erfolgt in der Karriere durch den Erwerb der Fahrzeuge im Shop. Zu Beginn sind jedoch alle Fahrzeuge bis auf das Startfahrzeug, den Spectran TI nicht zugänglich. Durch das Gewinne von Respektpunkten werden die anderen Fahrzeuge enthüllt und dadurch zum Kauf freigegeben. Für die Einzelrennen stehen zu Beginn neben dem Spectran zwei weitere Fahrzeuge, der Ironhorse und der Judge zur Verfügung, für die Verwendung im Karrieremodus müssen diese jedoch erst noch wie die anderen Fahrzeuge freigespielt werden.
Für das Spiel waren ursprünglich mehr Fahrzeuge vorgesehen, auf der Verkaufsversion des Spiels wird auch von 23 Fahrzeugen gesprochen. Drei dieser Fahrzeuge, einen Bugatti, einen Van und eine Dodge Viper sind in den Credits abgebildet.
| Fahrzeugliste       |                        |
| Interne Bezeichnung | Vorlage                |
| Spectran TI         | Mazda6                 |
| Buster GSt          | Opel Astra F GSi       |
| Hunter XT-5         | Honda CRX              |
| Cube RS             | VW Golf                |
| Firesplitter '89    | Pontiac Firebird       |
| Ironhorse V8        | Ford Mustang           |
| Bornbad GT90        | Corvette C6            |
| The Wrecker         | Humvee                 |
| Pickup V8           | Dodge Ram              |
| Apachee 200X        | Lamborghini Murciélago |
| The Judge 5000 SV   | Lamborghini Countach   |
| Incubator V12       | Nissan Skyline         |

## Soundtrack
Der Soundtrack umfasst folgende 16 Tracks der Genres Rock und Electronic. Das Titelstück wurde von der Aachener Band Pencilcase komponiert.
| Übersicht über die im Spiel enthaltenen Musikstücke |                 |                            |       |
| #                                                   | Künstler        | Titel                      | Länge |
| 1                                                   | Lowbuz          | On The Ledge               | 3:12  |
| 2                                                   | Pencilcase      | Crashday                   | 4:30  |
| 3                                                   | Pencilcase      | Speed                      | 3:58  |
| 4                                                   | Pencilcase      | Mrs. Rock'n'Roll Detective | 4:04  |
| 5                                                   | Pro Fac         | Boom                       | 3:30  |
| 6                                                   | Pro Fac         | Jody's Campus              | 2:58  |
| 7                                                   | Peter Struck    | Move With Energy           | 3:51  |
| 8                                                   | Peter Struck    | Experience                 | 3:20  |
| 9                                                   | Peter Struck    | Hands on a Wheel           | 3:46  |
| 10                                                  | Peter Struck    | Crowd                      | 4:51  |
| 11                                                  | Peter Struck    | Time Explosion             | 4:19  |
| 12                                                  | Peter Struck    | Space Rider                | 4:34  |
| 13                                                  | Peter Struck    | New Contact                | 3:18  |
| 14                                                  | Peter Struck    | Just Got to Town           | 4:51  |
| 15                                                  | Jan Morgenstern | Big Beat Delta             | 3:10  |

## Entwicklungsgeschichte
Die Entwicklung von Crashday dauerte insgesamt etwa acht Jahre und damit außergewöhnlich lange an. Die damaligen Schüler Robert Clemens und Jan Bodenstein entschieden sich 1998 dazu, ein eigenes Rennspiel zu programmieren. Zu ihren Vorbildern zählten actionorientierte Rennspiele wie NICE oder Carmageddon. Nach dem Ausarbeiten eines Konzepts und dem Erlernen grundlegender Techniken zur Spielentwicklungen veröffentlichten sie im Jahr 2000 einen kurzen Filmclip mit Szenen, die später auch im Spiel vorhanden sein sollten.
2002 wurde eine erste spielbare Version von Crashday bei der Games Convention vorgestellt. Dort wurde ein Agent auf das Spiel aufmerksam, mit dessen Hilfe die Schüler die Verhandlungen mit Entwicklerstudios aufnahmen. Schließlich entschlossen sie sich, mit dem Hamburger Studio Moon Byte zusammenzuarbeiten. 2004 schlossen sie auch einen Vertrag mit Atari, welches als Publisher fungieren sollte.
Im Februar 2006 wurde das Spiel schließlich veröffentlicht. Fünf Monate nach der Veröffentlichung gaben die Entwickler das sogenannte Software Development Kit heraus, das es Moddern ermöglichte, weitreichende Modifikationen an Crashday vorzunehmen.

## Rezeption
Alex Navarro von GameSpot vergab eine mäßige Wertung für Crashday. Er lobte die Gestaltung der Derbys, die unterhaltsam seien. Allerdings bemängelte er mangelnde Innovation, da das Spiel insgesamt stark Titeln wie FlatOut ähnele. Weiterhin kritisierte er die zu schwache Grafikleistung, die sich besonders bei der Gestaltung der Rennumgebungen zeige, sowie eine mangelhafte englische Vertonung. Außerdem erwähnte er technische Schwächen, etwa Ruckler, Bugs sowie Verbindungsprobleme im Mehrspieler-Modus.
Paul Kautz von 4Players vergab eine höhere Wertung. Er bewertete das Spielkonzept positiv und beschrieb es als innovativ und sehr abwechslungsreich. Den Einzelspieler-Modus bewertete er allerdings als zu knapp geraten. Bei der Grafik sah er Stärken und Schwächen. Während die Schadensmodelle und die Explosionseffekte gut gelungen seien, so sei die Umgebungsgrafik von mäßiger Qualität. Als Besonderheit von Crashday hob Kautz den Streckeneditor hervor, mit dem sich auf einfache Weise neue Strecken bauen lassen.

## Steam-Greenlight-Version
Es wurde auf Steam Greenlight eine überarbeitete Version von Crashday angekündigt, welcher am 13. Juli 2016 stattgegeben wurde. Sie wurde als Redline Edition am 10. August 2017 veröffentlicht.